# 2017年高雄海碩網球公開賽
2017年高雄海碩網球公開賽於2017年9月30日至10月8日在臺灣高雄市高雄巨蛋舉行，為賽事總獎金達12.5萬美元的國際男子職業網球總會挑戰賽事。

## 單打參賽者

### 種子
| 國家     | 球員            | 排名1 | 種子 |
| -------- | --------------- | ----- | ---- |
|          | 喬丹·湯普森     | 70    | 1    |
| 以色列   | 杜迪·塞拉       | 77    | 2    |
| 羅馬尼亞 | 馬利尤斯·科皮爾 | 83    | 3    |
| 俄羅斯   | 伊夫尼·多斯科伊 | 88    | 4    |
| 斯洛伐克 | 盧卡斯·拉科     | 118   | 5    |
| 俄羅斯   | 米哈伊爾·尤日尼 | 120   | 6    |
| 印度     | 尤奇·班布里     | 155   | 7    |
|          | Akira Santillan | 163   | 8    |

- 1 依照2017年9月25日公布的排名排序。

### 其他球員
以下球員獲得外卡進入單打會內賽：
- 鄭允成
- 許育修
- 吳東霖
- 楊宗樺

以下球員從會外賽事獲得單打會內資格：
- 柏衍
- 安德烈·贝格曼
- 吉備雄也
- 金清義

以下球員以幸運失敗者獲得單打會內資格：
- 馬林科·馬托塞維奇

## 賽程

### 單打
- 伊夫尼·多斯科伊 def.  馬利尤斯·科皮爾 7–6(7–0), 7–5.

### 雙打
- Sanchai Ratiwatana /  颂差·拉迪瓦达那 def.  喬納森·埃利希 /  亞歷山大·佩亞 6–4, 1–6, [10–6].

## 外部連結
- 官方網站